# 贺懋燮
贺懋燮（1963年8月—），男，汉族，安徽凤台人，中华人民共和国政治人物，中国共产党党员，第十三届全国人民代表大会安徽地区代表。

## 生平
1984年7月毕业于大庆师范专科学校（现大庆师范学院），历任大庆市工农教育办干事、大庆市委整党办联络员、大庆市工农教育办研究室副主任。1990年8月起，任大庆市龙凤区委常委、组织部长，区委常委、副区长。1996年9月，任大庆市龙凤区委副书记、区长。1998年11月，任大庆市龙凤区委书记。2002年4月，调任合肥市建委副主任、党组成员。2004年11月起，任合肥市蜀山区委副书记、代区长，区委副书记、区长。2006年6月起，任合肥市包河区委书记、区人大常委会主任、合肥市滨湖新区建设指挥部副指挥长。2009年4月，任安徽省精神文明建设指导委员会办公室主任（副厅级）。2010年10月，兼任安徽省委宣传部副部长。2017年5月，任芜湖市委副书记、市政府党组书记。2017年6月，任芜湖市委副书记、副市长、代理市长。2017年7月，任芜湖市委副书记、市长。2018年2月24日，当选为第十三届全国人大代表。2020年7月，任安徽省住房和城乡建设厅厅长。